# Красово (Орловская область)
Красово — деревня в Ливенском районе Орловской области России.
Входит в Здоровецкое сельское поселение.

## География
Расположена на правом берегу реки Лесная Ливенка, между деревнями Зубцово (на севере) и Островок (на юге), с которыми граничит. Западнее деревни проходит железнодорожная линия с остановочной платформой 49 км Московской железной дороги.
В Красово имеются две улицы — Речная и Садовая.

## Население
| 2010 |
| ---- |
| 76   |